# Crkva sv. Petra i Pavla na Rotimlji
Crkva sv. Petra i Pavla je katolička župna crkva na Rotimlji u Bosni i Hercegovini.

## Povijest
Župu Rotimlja osnovao je mostarsko-duvanjski biskup fra Alojzije Mišić, 6. lipnja 1917. godine. Kamena temeljac župne kuće blagoslovljen je 3. travnja 1921., a blagoslov kamena temeljca za župnu crkvu, 24. svibnja 1924. godine. Crkva je dovršena 1927., a zvonik 1930. godine. Godine 1959. postavljen je novi oltar u župnoj crkvi. Dana 27. ožujka 1989. crkvu je posvetio biskup Pavao Žanić.

## Poveznice
- Rotimlja

### Knjige
- Šutalo, Ivo. 2023. Nastanak i razvoj župa na području Trebinjsko-mrkanske biskupije i sakralni objekti po župama.   Puljić, Ivica; Marić, Marinko (ur.). Trebinjsko-mrkanska biskupija: Zbornik radova povodom obilježavanja 1000. obljetnice prvoga pisanog spomena Trebinjske biskupije i 700. obljetnice prvoga pisanog spomena Mrkanske biskupije. Trebinjsko-mrkanska biskupija. Mostar.